# Nola cubensis
Nola cubensis är en fjärilsart som beskrevs av William Schaus 1921. Nola cubensis ingår i släktet Nola och familjen trågspinnare. Inga underarter finns listade i Catalogue of Life.